# 알렉산드르 게인리흐
알렉산드르 루돌포비치 게인리흐(우즈베크어: Aleksandr Rudolfovich Geynrix, 러시아어: Алекса́ндр Рудо́льфович Ге́йнрих, 독일어: Alexander Heinrich 알렉산더 하인리히[*], 1984년 10월 6일~)는 우즈베키스탄의 전 축구 선수이자 현 축구 지도자로 현역 시절 포지션은 공격수 겸 미드필더였으며 현재 카자흐스탄의 축구팀인 FC 악퇴베 유스팀 코치로 재직 중이다.

## 클럽 경력
타슈켄트주 앙그렌 출생으로 2001년 자국 프로 축구팀인 FC 두스틀리크 입단을 통해 선수 생활을 시작한 뒤 이듬해인 2002 시즌 파흐타코르 타슈켄트 소속으로 팀의 리그 우승과 우즈베키스탄컵 우승에 기여했다.
그 후 2003 시즌을 앞두고 러시아 프리미어리그의 CSKA 모스크바로 이적하여 2003 시즌 리그 우승을 경험하기도 했고 이후 2005년 친정팀인 파흐타코르 타슈켄트로 임대 이적하여 리그 우승과 우즈베키스탄컵 우승에 한번 더 일조했다.
그리고 러시아 프리미어리그의 토르페도 모스크바로 적을 옮겨 2시즌동안 활동하다가 2006 시즌을 마친 뒤 친정팀인 파흐타코르 타슈켄트로 복귀한 후 4시즌동안 공식전 94경기 49골을 터뜨리며 리그 1회 우승(2007) 및 3회 준우승(2008, 2009, 2010), 우즈베키스탄컵 2회 우승(2007, 2009) 및 1회 준우승(2009), 2009년 AFC 챔피언스리그 8강 진출 등을 이끌었고 2011 시즌에는 대한민국 K리그1의 수원 삼성 블루윙즈의 임대 선수로 활동하며 2011년 K리그 4위, 2011년 리그컵 4강, 2011년 FA컵 준우승 등에 일조했지만 별다른 활약을 펼치지 못한 채 1시즌만에 임대 해지했다.
그 후 UAE 프로리그의 에미리트 클럽을 거쳐 2012년 티무르 카파제 현 우즈베키스탄 U-23 대표팀 감독과 함께 카자흐스탄 프리미어리그의 FC 악퇴베로 이적하여 공식전 73경기 18골로 분전하며 2012년 리그 3위, 2013년 리그 우승, 2014년 카자흐스탄 슈퍼컵 우승, 2014년 카자흐스탄컵 준우승, 2회 연속 카자흐스탄컵 4강 진출(2012, 2013), 2014년 리그 준우승 등에 공헌했다.
그리고 로코모티프 타슈켄트 이적을 통해 4년만에 고국으로 복귀하여 공식전 12경기 7골을 터뜨리며 팀의 리그 준우승, 2014년 우즈베키스탄컵 우승 등에 큰 힘을 보탰고 2015년부터 2017년까지 카자흐스탄 프리미어리그의 FC 오르다바시에서 공식전 67경기 14골을 기록하며 2015년과 2016년 리그 4위, 2017년 리그 3위, 3시즌 연속 UEFA 유로파리그 진출, 2017년 카자흐스탄컵 4강 등에 일조한 뒤 16년간의 현역 생활을 마무리했다.

## 국가대표팀 경력
2002년 우즈베키스탄 국가대표팀에 처음으로 발탁된 이후 그 해 5월 14일 프레쇼우에서 열린 슬로바키아와의 친선 경기에서 네그마툴라 쿠티바예프와 교체 투입되며 국제 A매치 데뷔전을 치렀고 이듬해인 2003년 4월 2일 벨라루스와의 친선 경기에서 A매치 데뷔골을 터뜨렸다.
이후 2017년까지 15년간 A매치 통산 98경기 31골을 터뜨리며 2011년 AFC 아시안컵 4위, 2014년 FIFA 월드컵 아시아 지역 예선 플레이오프 진출 등에 이바지했으며 2017년 9월 5일 홈에서 열린 대한민국과의 2018년 FIFA 월드컵 아시아 지역 최종 예선 A조 최종전을 끝으로 국가대표팀 유니폼을 반납했다.

## 대회 성적

### 클럽 (선수)
파흐타코르 타슈켄트
- 우즈베키스탄 슈퍼리그 : 우승 (2002, 2005, 2007), 준우승 (2008, 2009, 2010)
- 우즈베키스탄컵 : 우승 (2002, 2005, 2007, 2009), 준우승 (2009)

 수원 삼성 블루윙즈
- K리그1 : 4위 (2011)
- 대한민국 리그컵 : 4강 (2011)
- 코리아컵 : 준우승 (2011)

 FC 악퇴베
- 카자흐스탄 프리미어리그 : 우승 (2013), 준우승 (2014), 3위 (2012)
- 카자흐스탄컵 : 준우승 (2014), 4강 (2012, 2013)
- 카자흐스탄 슈퍼컵 : 우승 (2014)

로코모티프 타슈켄트
- 우즈베키스탄 슈퍼리그 : 준우승 (2014)
- 우즈베키스탄컵 : 우승 (2014)

 FC 오르다바시
- 카자흐스탄 프리미어리그 : 3위 (2017), 4위 (2015, 2016)
- 카자흐스탄컵 : 4강 (2017)

### 국가대표팀 (선수)
우즈베키스탄
- AFC 아시안컵 : 4위 (2011)

### 개인
- 우즈베키스탄 올해의 선수 : 2002
- 우즈베키스탄 올해의 선수 2위 : 2004, 2006

## 통계

### 국가대표팀 득점
| #  | 일시       | 장소                         | 상대 국가              | 스코어 | 매치 형식                           |
| -- | ---------- | ---------------------------- | ---------------------- | ------ | ----------------------------------- |
| 1  | 2003-04-02 | 벨라루스, 민스크             | 벨라루스               | 2-2    | 친선                                |
| 2  | 2003-08-20 | 라트비아, 리가               | 라트비아               | 3-0    | 친선                                |
| 3  | 2004-07-22 | 청두, 중국                   | 사우디아라비아         | 1-0    | 2004년 AFC 아시안컵                 |
| 4  | 2004-07-30 | 청두, 중국                   | 바레인                 | 2-3    | 2004년 AFC 아시안컵                 |
| 5  | 2004-10-13 | 요르단, 암만                 | 이라크                 | 2-1    | 2006년 FIFA 월드컵 아시아 지역 예선 |
| 6  | 2004-11-17 | 우즈베키스탄, 타슈켄트       | 중화 타이베이          | 6-1    | 2006년 FIFA 월드컵 아시아 지역 예선 |
| 7  | 2005-03-25 | 쿠웨이트, 쿠웨이트 시티      | 쿠웨이트               | 1-2    | 2006년 FIFA 월드컵 아시아 지역 예선 |
| 8  | 2005-03-30 | 대한민국, 서울               | 대한민국               | 1-2    | 2006년 FIFA 월드컵 아시아 지역 예선 |
| 9  | 2006-02-22 | 우즈베키스탄, 타슈켄트       | 방글라데시             | 5-0    | 2007년 AFC 아시안컵 예선            |
| 10 | 2006-02-22 | 우즈베키스탄, 타슈켄트       | 방글라데시             | 5-0    | 2007년 AFC 아시안컵 예선            |
| 11 | 2007-03-11 | 카자흐스탄, 심켄트           | 카자흐스탄             | 1-1    | 친선                                |
| 12 | 2007-07-18 | 말레이시아, 쿠알라룸푸르     | 중화인민공화국         | 3-0    | 2007년 AFC 아시안컵                 |
| 13 | 2007-08-22 | 우크라이나, 키예프           | 우크라이나             | 1-2    | 친선                                |
| 14 | 2008-06-07 | 우즈베키스탄, 타슈켄트       | 싱가포르               | 1-0    | 2010년 FIFA 월드컵 아시아 지역 예선 |
| 15 | 2009-11-14 | 우즈베키스탄, 타슈켄트       | 말레이시아             | 3-1    | 2011년 AFC 아시안컵 예선            |
| 16 | 2009-11-14 | 우즈베키스탄, 타슈켄트       | 말레이시아             | 3-1    | 2011년 AFC 아시안컵 예선            |
| 17 | 2010-05-25 | 아르메니아, 예레반           | 아르메니아             | 1-3    | 친선                                |
| 18 | 2010-09-07 | 에스토니아, 탈린             | 에스토니아             | 3-3    | 친선                                |
| 19 | 2010-10-12 | 바레인, 마나마               | 바레인                 | 4-2    | 친선                                |
| 20 | 2010-12-25 | 아랍에미리트, 두바이         | 바레인                 | 1-1    | 친선                                |
| 21 | 2011-01-16 | 카타르, 도하                 | 중화인민공화국         | 2-2    | 2011년 AFC 아시안컵                 |
| 22 | 2011-01-28 | 카타르, 도하                 | 대한민국               | 2-3    | 2011년 AFC 아시안컵                 |
| 23 | 2011-01-28 | 카타르, 도하                 | 대한민국               | 2-3    | 2011년 AFC 아시안컵                 |
| 24 | 2011-07-23 | 우즈베키스탄, 타슈켄트       | 키르기스스탄           | 4-0    | 2014년 FIFA 월드컵 아시아 지역 예선 |
| 25 | 2011-11-11 | 조선민주주의인민공화국, 평양 | 조선민주주의인민공화국 | 1-0    | 2014년 FIFA 월드컵 아시아 지역 예선 |
| 26 | 2011-11-15 | 우즈베키스탄, 타슈켄트       | 타지키스탄             | 3-0    | 2014년 FIFA 월드컵 아시아 지역 예선 |
| 27 | 2012-09-07 | 우즈베키스탄, 타슈켄트       | 쿠웨이트               | 3-0    | 친선                                |
| 28 | 2012-09-07 | 우즈베키스탄, 타슈켄트       | 쿠웨이트               | 3-0    | 친선                                |
| 29 | 2015-09-07 | 우즈베키스탄, 타슈켄트       | 예멘                   | 1-0    | 2018년 FIFA 월드컵 아시아 지역 예선 |
| 30 | 2015-09-12 | 우즈베키스탄, 타슈켄트       | 조선민주주의인민공화국 | 3-1    | 2018년 FIFA 월드컵 아시아 지역 예선 |
| 31 | 2016-09-01 | 우즈베키스탄, 타슈켄트       | 시리아                 | 3-1    | 2018년 FIFA 월드컵 아시아 지역 예선 |